# 범어사 영탱
부산 범어사 영탱(釜山 梵魚寺 影幁)은 부산광역시 금정구 범어사 성보박물관에 있는 조선시대의 초상화이다. 2018년 1월 31일 부산광역시의 문화재자료 제100호로 지정되었다.

## 개요
고승 진영은 덕 높은 승려의 모습을 그린 초상화를 말하며, 조선후기(19 세기)에 제작된 9점이 일괄 지정되었다.
범어사 낙성당 취규대사 진영(梵魚寺 洛城堂 就奎大師 眞影)은 범어사의 제67대 주지를 지낸 낙성당(洛城堂)취규대사를 그린 것이다. 진영의 왼쪽 상단에는 흰 글씨로 시암중창대공덕주(是庵重創大功德主)라는 화제가 적혀 있으며 맞은편에는 제찬이 적혀 있다. 작품의 보존 상태는 본지 상단부분이 부분적으로 훼손되어 있지만 전반적으로 양호한 상태를 잘 유지하고 있다. 바닥좌로 앉은 좌법 형식, 돗자리의 화문석 문양과 가사 및 장삼의 옷주름과 문양, 세필로 섬세하게 묘사한 상호의 필치, 배경의 상단 벽면 길상문 흔적 등으로 볼 때 19세기 중후반에 제작된 진영으로 추정된다.
범어사 해성당대사 진영(梵魚寺 海城堂大師 眞影)은 3폭을 연결하여 하나의 화면으로 제작한 액자 형식이다. 향우측의 상단에 검은색 바탕에 백색으로 해성당대선사지진영(海城堂大禪師之真影)이라 기술되어 있으며, 향좌측 상단에는 찬문란은 있으나 공백으로 남아 있다. 표구 및 화면의 보존 상태는 대체로 양호하다. 해성대사는 화문석이 시문된 바닥 위에 결가부좌하여 향좌측을 향하여 장염주와 주장자를 쥐고 정적인 모습으로 앉아 있다. 도식화된 바닥과 벽면의 이단 구도를 비롯한 인물상 안면부의 주름 표현과, 머리카락, 눈썹, 수염의 묘사에서 19세기 특징이 드러나고 있어 그 제작 시기를 가늠할 수 있다.
범어사 신암당 계홍대사 진영(梵魚寺 信庵堂 戒弘大師 眞影)은 19세기 범어사 승통 시대 132대 주지를 역임했던 신암당 계홍대사의 진영이다. 시암 중창 신암당 계홍대선사 지진(是庵重創信庵堂戒弘大禪師之眞)이라 적힌 화제를 통해 계홍대사가 당시 범어사 중창 불사에 힘쓴 사실을 알 수 있다. 화면 향좌측에 포운당(布雲堂) 윤경(閏褧)이 쓴 찬문이 있다. 배경 상단의 화문과 하단의 돗자리 문양 등에서 19세기 후반에서 20세기 초반경의 양식을 반영하고 있으며 제작 당시의 상태도 잘 유지하고 있는 작품이다.
범어사 금봉당대사 진영(梵魚寺金峯堂大師眞影)은 19세기 후반 범어사 주지를 역임했던 금봉당(金峯堂) 상문대사를 그린 영정이다. 상문대사의 행장은 따로 전하는 것이 없으나 그의 행적을 추적할 만한 자료로 범어사에는 무자갑보사단비(戊子甲補寺壇碑)[1874]에 승통(僧統)으로 , 대웅전 석가모니후불도(釋迦牟尼後佛圖)[1882] 와 「동래 범어사 중수 명부전 상량문(東萊梵魚寺重修冥府殿上樑文)」[1891]에는 범어사 산중대덕(山中大德)으로 이름이 올라 있다. 또 「금봉당상문대사영정」에는 조선말 활동했던 경허당(鏡虛堂) 성우(惺牛)[1846~1912]의 제찬이 있어, 조성 시기는 19세기 말에서 20세기 초로 추정된다. 금봉당대사 진영은 찬문을 쓴 경허대사(1846~1912)의 제찬과 19세기 말 범어사 소장 현판기문 등, 그리고 진영의 영제란 및 찬문란, 바닥의 돗자리 문양 등으로 볼 때 19세기 말에서 20세기 초에 제작된 것으로 추정되며 화면에 일부 긁힌 흔적 등이 있으나 문화재자료로서 가치는 충분하다.
범어사 용파당대사 진영(梵魚寺 龍坡堂大師 眞影)은 불자를 손에 잡고 화면 오른쪽을 바라보며 의자에 앉아 있는 용파대사의 모습을 그린 것이다. 용파당대사의 행적은 상세하게 알 수 없으나 조선 말기의 승려로, 어려서 월출산에 들어가 침월(枕月)대사에게 계(戒)를 받은 것으로 알려져 있다. 다만 통도사 영각에 봉안된 용파당 도주 선사의 진영을 통해 법명이 도주(道周)임을 알 수 있다. 또 범어사 용파당대사 진영 오른쪽에는 구봉(九鳳) 지화(知和)[1840년대 활동]가 쓴 제찬이 있는데, 그는 1872년 통도사 금강계단 수축불사를 시행하였던 것으로 보아 당시 주지였음을 알 수 있으며, 통도사에는 1878년 제작된 지화의 진영이 전하고 있어 이를 통해 용파당대사의 진영은 19세기에 제작된 것으로 추정할 수 있다. 용파당대사진영에는 19세기 후반 통도사 주지 및 금강계단 수축불사를 했고 1878년 제작된 진영을 남기고 있는 구봉당 지화의 제찬과, 진영의 바닥 돗자리 문양 및 의자, 불자의 표현법 등에서 19세기 후반 조성된 것임을 추정할 수 있다.
범어사 호암당대사 진영(梵魚寺虎巖堂大師眞影)은 조선 후기의 고승인 호암체정(虎巖體淨, 1687~1748)의 진영이다. 한쪽에는 영찬이 실려 있는데 찬자인 송익휘(宋翼輝, 1701~?)는 환성지안(喚醒志安)의 제자이자 서산휴정의 법통을 계승한 호암스님을 문중의 표상이자 세상에 출현한 보살이라 칭송해 마지 않았다. 송익휘와 같은 시기에 활동한 홍계희(洪啓禧 , 1703~1771)도 "환성의 의발(衣鉢)을 전수 받아 청허의 금탕(金湯; 金城湯池)을 지켜갈 이"라 비문을 지을 정도로 18세기에 호암스님은 서산과 환성의 적전(嫡傳)으로 이름이 높았다. 이같은 명성은 후대로 이어져 환성문인 가운데 함월해원은 북 쪽에서, 호암체정은 남쪽에서 크게 이름을 떨쳤다고 「산사약초(山史畧抄)」에 기록되어 있다. 이 진영은 모본(模本)을 가지고 그린 듯 동일하게 불자를 들고 의자에 앉아 있는 모습을 하고 있으며 19세기 후반 제작된 것으로 추정된다.
범어사 설송당 연초대사 진영(梵魚寺雪松堂 演初大師 眞影)은 17~18세기 전반 청도 운문사를 비롯해 밀양 표충사, 양산 통도사에 주석한 설송당(雪松堂)연초대사[1676~1750]의 진영이다. 연초대사는 1676년(숙종 2) 태어나 1688년(숙종 14) 13세의 나이로 석제(釋霽)를 은사로 모시고 청도 운문사에서 출가한 후 환성(喚醒) 지안(志安) 아래서 수학하였다.
두 스승으로부터 법을 전해 받은 연초는 특히 교파(敎派)와 선파(禪派)로 갈라졌던 2파를 하나로 통합하는 데 크게 기여했다는 평가를 받고 있다. 만년에는 학인들을 받지 않고 참선만하다가 1750년(영조 26) 세수 75세, 법랍 63년으로 입적하였다. 연초대사는 군청색의 장삼 위에 붉은색 가사를 걸쳤는데 옷 주름은 군청색으로 농담 처리하여 묘사하였다. 화면 향우측에 주지 묵서의 '□□□□□국일도 대선사 설송당(□□□□□國一都大禪師兩宗正事雪松堂)'이라는 화제가 있고 향좌측의 찬문란은 공백으로 남아 있다.
범어사 환성당 지안대사 진영(梵魚寺 喚惺堂 志安大師眞影)은 화엄학으로 이름이 높았던 환성당지안대선사[1664-1729]의 진영이다. 설송당 연초대사의 스승이시기도 한 지안 대사는 수천군중이 모여 법회를 가졌던 일로 1729년(영조 5년) 가을에 구속되어 제주도에 유배되었고, 유배된 지 7일 만인 칠월 칠석날에 입적하였다. 선사의 진영은 범어사 이외에 통도사와 동국대 박물관에도 소장되어 있다. 범어사 환성당대사 진영은 한 폭의 화면으로 제작한 액자 형식의 영정으로 , 전체적으로 상태가 양호한 편이다. 범어사 환성당대사 진영의 지안대사는 등받이에 녹색의 천이 드리워져 있고, 양쪽에 용두 장식이 있는 의자에 앉아 향좌측을 응시하고 있다. 도식화 된 의습선의 표현, 바닥과 벽면의 이단 구도를 비롯한 인물상의 안면부 표현을 비롯해 19세기 특징이 드러나고 있어 제작 시기를 가늠할 수 있다.
범어사 남파당 채우대사 진영(梵魚寺南坡堂彩佑大師眞影)은 19세기 범어사 승통 시대 133 대 주지를 역임했던 남파당(南坡堂) 채우대사를 그린 진영이다. 범어사에 소장된 불화 가운데 1882년의 대웅전 「석가모니 후불도(釋迦牟尼後佛圖 )」 화기에는 상문(尙文) 대사의 은사로 기술되어 있다. 이처럼 채우대사는 범어사 주지로서 불사와 법등을 밝히는 데 주력한 승려임을 알 수 있다. 남파당 채우대사 진영은 음영법 및 설채법에서 근대 화풍의 특징이 드러나는 작품으로 제작시기는 19세기말 ~ 20세기초로 추정되며 문화재자료로서 가치있는 작품으로 사료된다.

## 참고 자료
- 부산 범어사 영탱 - 국가유산청 국가유산포털